# Anciens indicatifs téléphoniques régionaux en France
Avant 1960, en dehors de l'agglomération parisienne, le numéro de téléphone des régions françaises comporte un indicatif départemental. Dans certaines grandes villes, on compose un préfixe (soit une ou deux lettres, soit une lettre et un chiffre) suivi de quatre chiffres, ce qui induit une combinaison alphanumérique.

## Automatisation
L'automatisation du réseau téléphonique, permettant de supprimer l'intervention des opératrices, est déjà entamée en 1912 à Paris et en 1913 à Nice. Elle a nécessité un plan de numérotation de l'ensemble du territoire, donc l'introduction d'indicatifs littéraux pour les centraux régionaux.
Dès la généralisation de l'automatisation des centraux en 1928, les appareils téléphoniques possèdent un cadran à 10 ouvertures permettent de composer des numéros alphanumériques. Le  cadran comporte donc, sur le modèle de celui du Royaume-Uni, l'alphabet complet (sauf le Z) superposé aux chiffres, imprimé sur un disque rotatif (dit système Rotary). Le 1 étant réservé aux services, les lettres sont majoritairement distribuées par groupes de trois :

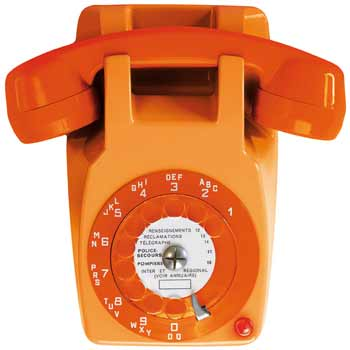
Téléphone à disque rotatif.

- 2 = ABC ;
- 3 = DEF ;
- 4 = GHI ;
- 5 = JKL ;
- 6 = MN ;
- 7 = PRS ;
- 8 = TUV ;
- 9 = WXY ;
- 0 = OQ.

## Indicatifs littéraux
Le plan de numérotation téléphonique en France de 1946 prévoit d'utiliser, en province, quatre chiffres précédés, selon l'importance du réseau, d'un caractère quand le nombre de commutateurs ne dépasse pas 9, ou de deux caractères à partir de 10.
Ainsi, dans trois grandes villes (Lyon, Marseille et Toulouse) on compose les deux premières lettres d'un indicatif (comme en Amérique du Nord), suivies de deux fois deux chiffres. 
Voici la liste des préfixes :
- Burdeau,
- Franklin,
- Gailleton,
- Lalande,
- Moncey,
- Parmentier,
- Terreaux,
- Villeurbanne

à Lyon ;
- Colbert,
- Dragon,
- Ferréol
- Garibaldi,
- Guynemer,
- Lycée,
- Monte-Cristo,
- National,
- Prado

à Marseille ;
- Capitole,
- Garonne,
- Languedoc,
- Matabiau

à Toulouse.
Pour une raison qui échappe, Bordeaux (jadis quatrième ville française la plus peuplée, dépassant Toulouse) n'a jamais eu d'indicatifs littéraux.
Cette numérotation devient tout en chiffres en 1957 à Lyon et à Marseille, et en 1959 à Toulouse. Si les indicatifs téléphoniques littéraux de Paris et de sa banlieue imprègnent durablement la mémoire collective et subsistent notamment grâce au cinéma, ceux de province sont totalement oubliés.
Dans certains centres urbains de moindre importance, l'indicatif est l'initiale du nom de la ville suivie d'un chiffre :
- B[7] à Brive-la-Gaillarde, de 1953 à 1955 ;
- D[8] à Dijon, de 1952 à 1955 ;
- E[9] à Saint-Étienne, de 1951 à 1956 ;
- H[10] au Havre, de 1951 à 1955 ;
- L[11] dans les communes de l'agglomération lyonnaise, de 1951 à 1956 ;
- M[12] à Montpellier, de 1951 à 1954 ;
- R[13] à Rouen, de 1949 à 1955.

## Les centraux téléphoniques régionaux
| Central      | Date de construction | Architecte                                                 | Adresse                                                                              | Ville                                               | Indicatifs                          | Photo |
| ------------ | -------------------- | ---------------------------------------------------------- | ------------------------------------------------------------------------------------ | --------------------------------------------------- | ----------------------------------- | ----- |
| Chartrons    |                      |                                                            | 10-12 rue Gouffrand                                                                  | Bordeaux                                            |                                     |       |
| Gallien      |                      |                                                            | 13 rue du Palais Gallien                                                             | Bordeaux                                            |                                     |       |
| Meriadeck    | 1975                 | Jacques Rabinel                                            | 114 rue Georges Bonnac                                                               | Bordeaux                                            |                                     |       |
| Chappe       |                      |                                                            | 14 rue Claude Chappe                                                                 | Laval                                               |                                     |       |
| Lyautey      |                      |                                                            | 11 avenue du Marechal Lyautey                                                        | Le Mans                                             |                                     |       |
| Pasteur      |                      |                                                            | 21 rue Pasteur                                                                       | Le Mans                                             |                                     |       |
| Boitelle     |                      |                                                            | 8 rue Louis Dupied                                                                   | Lille                                               |                                     |       |
| Burdeau      | 1923 1957            | Charles Meysson, Michel Cuminal                            | 12 bis rue Burdeau, 9-11 rue Terme                                                   | Lyon 1er arrondissement                             | BUrdeau, TErreaux                   |       |
| Franklin     | 1926                 | Charles Meysson                                            | 19 rue Franklin, 2 Rue Henri-IV, 18 rue Bourgelat                                    | Lyon 2e arrondissement                              | Barre, FRanklin, GAilleton          |       |
| Lacassagne   | 1972                 | André Gutton                                               | 123-131 avenue Félix-Faure, 5 rue Kimmerling, rue Maurice-Flandin, avenue Lacassagne | Lyon 3e arrondissement                              |                                     |       |
| Lalande      | 1928                 |                                                            | 1 boulevard Jules-Favre, rue Fournet, rue Lalande                                    | Lyon 6e arrondissement                              | LAlande                             |       |
| Moncey       | 1919-1927            | Tony Garnier                                               | rue Vaudrey, 20 rue Vendôme, 20 rue Edison, rue Chaponnay                            | Lyon 3e arrondissement                              | MOncey, Vaudrey                     |       |
| Parmentier   | 1928-1930            | Charles Meysson                                            | 12 rue du Brigadier Voituret                                                         | Lyon 7e arrondissement                              | PArmentier                          |       |
| Villeurbanne | 1929                 |                                                            | Gratte-ciel (Villeurbanne) 42 avenue Henri Barbusse                                  | Villeurbanne                                        | VIlleurbanne                        |       |
| Colbert      |                      |                                                            | place de la Poste, rue Colbert, rue Sainte-Marthe, 2 rue Saint-Cannat                | Marseille 1er arrondissement                        | COlbert                             |       |
| Dragon       |                      |                                                            | 51 rue Dragon puis angle des rues Lulli et Sainte                                    | Marseille 6e arrondissement puis 1er arrondissement | DRagon, FErréol, LYcée, Marengo     |       |
| Ferréol      |                      |                                                            | angle des rues Lulli et Sainte                                                       | Marseille 1er arrondissement                        | DRagon, FErréol, LYcée              |       |
| Garibaldi    | 1935 1950            | Pierre Romette (1935), Eugène Chirié (1950 - surélévation) | 75 rue Saint-Pierre                                                                  | Marseille 5e arrondissement                         | GAribaldi, GUynemer, LYcée, Meilhan |       |
| Lycée        |                      |                                                            | angle des rues Lulli et Sainte                                                       | Marseille 1er arrondissement                        | DRagon, FErréol, LYcée              |       |
| National     |                      |                                                            | 20 bis rue de Crimée                                                                 | Marseille 3e arrondissement                         | NAtional, MOnte-Cristo              |       |
| Prado        |                      |                                                            | 343 avenue du Prado                                                                  | Marseille 8e arrondissement                         | PRado                               |       |
| Capitole     |                      |                                                            | 6 rue John Fitgerald-Kennedy                                                         | Toulouse                                            | CApitole                            |       |
| Garonne      |                      |                                                            | 73bis allée Charles de Fitte                                                         | Toulouse                                            | GAronne                             |       |
| Languedoc    |                      |                                                            | 13 boulevard Delacourtie                                                             | Toulouse                                            | LAnguedoc                           |       |
| Matabiau     |                      |                                                            |                                                                                      | Toulouse                                            | MAtabiau                            |       |

## Numérotation «tout en chiffres»
La numérotation « tout en chiffres » est adoptée dès 1953 pour les nouveaux centraux téléphoniques. 
Dans un but de simplification et d'uniformisation, l'Administration envisage tout d'abord d'utiliser le plan d'immatriculation des véhicules automobiles (par exemple, 72 pour la Sarthe). Mais elle doit vite  y renoncer vu les difficultés techniques : le trafic alors relativement faible de départements comme les Hautes-Alpes et les Basses-Alpes ne justifie pas un traitement d'égalité avec des zones de trafic intense comme la région parisienne, le Nord ou les Bouches-du-Rhône. De plus, les numéros de la zone parisienne comportent déjà 7 caractères. Pour éviter une exception source de complications et aboutir à une numérotation uniforme à 8 chiffres, il faut donc affecter aux départements de moindre trafic un préfixe ne comportant qu'un seul chiffre.
En 1955, un schéma de numérotation est établi sur les bases suivantes :
- des numéros régionaux à 6 caractères[18], dont les deux premiers indiquent le centre de rattachement. Cela permet à tous les abonnés d'une même zone régionale[19] de s'appeler entre eux en ne composant que ces 6 caractères ;
- des indicatifs départementaux différenciant les zones régionales, sauf à de rares exceptions dues au chevauchement entre ces zones[20].

Chaque abonné possède donc un numéro national à 8 caractères comportant l'indicatif départemental à 2 chiffres.

### Indicatifs départementaux (1955 à 1985)
Dès 1955, les indicatifs départementaux sont identifiés par un numéro à 2 chiffres allant de 20 à 99. Une même région couvre un ensemble d'indicatifs départementaux - dans le tableau suivant, ces régions sont différenciées par des couleurs et assorties de l'indicatifs de leur zone de rattachement : Bordeaux, Lille, Montpellier, Nice, Rouen, Strasbourg, Toulouse, Marseille...
À l’origine, plusieurs départements présentant une petite surface ou une faible densité de population sont appariés à d'autres avec lesquels ils partagent le même indicatif :
- Meurthe-et-Moselle et Meuse = indicatif 28 ;
- Ariège et Haute-Garonne = indicatif 61 ;
- Gers et Hautes-Pyrénées = indicatif 62 ;
- Tarn et Tarn-et-Garonne = indicatif 63 ;
- Ardèche et Drôme = indicatif 75 ;
- Savoie et Haute-Savoie = indicatif 79 ;
- Basses-Alpes et Hautes-Alpes = indicatif 92 ;
- Haute-Saône et Territoire de Belfort = indicatif 94.

En dehors de l’Île-de-France, 78 indicatif "AB" à deux chiffres sont créés. Initialement, la série A = 0 et les AB = 30 et 50 sont gardés en réserve. 
| Code | Département             | Zone actuelle (depuis 1996) | Indicatif(s) |
| ---- | ----------------------- | --------------------------- | --- |
| 01   | Ain                     | 04                          | 74 ; puis ajout de 50 et 79 (côté dep. 73 et 74) et 78 autour de Lyon                                                |
| 02   | Aisne                   | 03                          | 23 |
| 03   | Allier                  | 04                          | 70 |
| 04   | Alpes-de-Haute-Provence | 04                          | 92 (même AB que dep. 05)                                                                                             |
| 05   | Hautes-Alpes            | 04                          | 92 (même AB que dep. 04)                                                                                             |
| 06   | Alpes-Maritimes         | 04                          | 93 |
| 07   | Ardèche                 | 04                          | 75 (même AB que dep. 26)                                                                                             |
| 08   | Ardennes                | 03                          | 24 |
| 09   | Ariège                  | 05                          | 61 (même AB que dep. 31)                                                                                             |
| 10   | Aube                    | 03                          | 25 |
| 11   | Aude                    | 04                          | 64 ; remplacé par 68 (même AB que dep. 66)                                                                           |
| 12   | Aveyron                 | 05                          | 65 |
| 13   | Bouches-du-Rhône        | 04                          | 91 ; puis 91 pour Marseille, 90 (même AB que dep. 84) pour l'Ouest et 42 pour le reste du dep.                       |
| 14   | Calvados                | 02                          | 31 |
| 15   | Cantal                  | 04                          | 71 |
| 16   | Charente                | 05                          | 45 |
| 17   | Charente-Maritime       | 05                          | 46 |
| 18   | Cher                    | 02                          | 36 ; puis remplacé par 48                                                                                            |
| 19   | Corrèze                 | 05                          | 52 ; puis remplacé par 55 (même AB que dep. 23 et 87)                                                                |
| 20A  | Corse-du-Sud            | 04                          | 95 |
| 20B  | Haute-Corse             | 04                          | 95 |
| 21   | Côte-d'Or               | 03                          | 80 |
| 22   | Côtes-d'Armor           | 02                          | 96 |
| 23   | Creuse                  | 05                          | 51 ; puis remplacé par 55 (même AB que dep. 19 et 87)                                                                |
| 24   | Dordogne                | 05                          | 53 |
| 25   | Doubs                   | 03                          | 81 |
| 26   | Drôme                   | 04                          | 75 (même AB que dep. 07)                                                                                             |
| 27   | Eure                    | 02                          | 32 |
| 28   | Eure-et-Loir            | 02                          | 37 |
| 29   | Finistère               | 02                          | 98 |
| 30   | Gard                    | 04                          | 66 |
| 31   | Haute-Garonne           | 05                          | 61 (même AB que dep. 09)                                                                                             |
| 32   | Gers                    | 05                          | 62 (même AB que dep. 65)                                                                                             |
| 33   | Gironde                 | 05                          | 56 ; puis remplacé par 57 au Nord de la Garonne                                                                      |
| 34   | Hérault                 | 04                          | 67 |
| 35   | Ille-et-Vilaine         | 02                          | 99 |
| 36   | Indre                   | 02                          | 54 |
| 37   | Indre-et-Loire          | 02                          | 47 |
| 38   | Isère                   | 04                          | 76 ; puis remplacé par 74 au Nord (même AB que dep. 01) et 78 autour de Lyon                                         |
| 39   | Jura                    | 03                          | 82 ; puis remplacé par 84 (même AB que dep. 70 et 90)                                                                |
| 40   | Landes                  | 05                          | 57 ; puis remplacé par 58                                                                                            |
| 41   | Loir-et-Cher            | 02                          | 39 ; puis remplacé par 54 (même AB que dep. 36)                                                                      |
| 42   | Loire                   | 04                          | 77 |
| 43   | Haute-Loire             | 04                          | 72, puis remplacé par 71                                                                                             |
| 44   | Loire-Atlantique        | 02                          | 40 |
| 45   | Loiret                  | 02                          | 38 |
| 46   | Lot                     | 05                          | 60 ; puis remplacé par 65 (même AB que dep. 12)                                                                      |
| 47   | Lot-et-Garonne          | 05                          | 58 ; puis remplacer par 53 (même AB que dep. 24)                                                                     |
| 48   | Lozère                  | 04                          | 68 ; puis remplacé par 66 (même AB que dep. 30)                                                                      |
| 49   | Maine-et-Loire          | 02                          | 41 |
| 50   | Manche                  | 02                          | 33 |
| 51   | Marne                   | 03                          | 26 |
| 52   | Haute-Marne             | 03                          | 27 ; puis remplacé par 25 (même AB que dep. 10)                                                                      |
| 53   | Mayenne                 | 02                          | 42 ; puis remplacé par 43 (même AB que dep. 72)                                                                      |
| 54   | Meurthe-et-Moselle      | 03                          | 28 (même AB que dep. 55) ; ensuite remplacé par 82 au Nord et 83 au Sud ; puis remplacés par 8 (même AB que dep. 57) |
| 55   | Meuse                   | 03                          | 28(même AB que dep. 54) ; puis remplacé par 29(même AB que dep. 88)                                                  |
| 56   | Morbihan                | 02                          | 97 |
| 57   | Moselle                 | 03                          | 87 ; puis remplacés par 8 (même AB que dep. 54)                                                                      |
| 58   | Nièvre                  | 03                          | 83 ; puis remplacé par 86 (même AB que dep. 89)                                                                      |
| 59   | Nord                    | 03                          | 20, puis étendu à 27 au Sud et 28 au Nord                                                                            |
| 60   | Oise                    | 03                          | 30 ; ensuite remplacé par 1 ; puis remplacé par 44 et enfin par 4                                                    |
| 61   | Orne                    | 02                          | 34, puis remplacé par 33 (même AB que dep. 50)                                                                       |
| 62   | Pas-de-Calais           | 03                          | 21 |
| 63   | Puy-de-Dôme             | 04                          | 73 |
| 64   | Pyrénées-Atlantiques    | 05                          | 59 |
| 65   | Hautes-Pyrénées         | 05                          | 62 (même AB que dep. 32)                                                                                             |
| 66   | Pyrénées-Orientales     | 04                          | 69 ; puis remplacé par 68 (même AB que dep. 11)                                                                      |
| 67   | Bas-Rhin                | 03                          | 88 |
| 68   | Haut-Rhin               | 03                          | 89 |
| 69   | Rhône                   | 04                          | 78 ; ensuite remplacé par 74 au Nord et ajout du 72 pour Lyon ; enfin remplacement par 7 pour Lyon                   |
| 70   | Haute-Saône             | 03                          | 84 (même AB que dep. 90)                                                                                             |
| 71   | Saône-et-Loire          | 03                          | 85 |
| 72   | Sarthe                  | 02                          | 43 |
| 73   | Savoie                  | 04                          | 79 (même AB que dep. 74)                                                                                             |
| 74   | Haute-Savoie            | 04                          | 79 (même AB que dep. 73) ; ensuite remplacé par 50                                                                   |
| 75   | Paris                   | 01                          | 1 |
| 76   | Seine-Maritime          | 02                          | 35 |
| 77   | Seine-et-Marne          | 01                          | 1 ; puis remplacé par 6                                                                                              |
| 78   | Yvelines                | 01                          | 1 ; puis remplacé par 3                                                                                              |
| 79   | Deux-Sèvres             | 05                          | 48 ; puis remplacé par 49 (même AB que dep. 86)                                                                      |
| 80   | Somme                   | 03                          | 22 |
| 81   | Tarn                    | 05                          | 63 (même AB que dep. 82)                                                                                             |
| 82   | Tarn-et-Garonne         | 05                          | 63 (même AB que dep. 81)                                                                                             |
| 83   | Var                     | 04                          | 94 |
| 84   | Vaucluse                | 04                          | 90 |
| 85   | Vendée                  | 02                          | 44 ; ensuite remplacé par 30 ; puis remplacé par 51                                                                  |
| 86   | Vienne                  | 05                          | 49 |
| 87   | Haute-Vienne            | 05                          | 55 |
| 88   | Vosges                  | 03                          | 29 |
| 89   | Yonne                   | 03                          | 86 |
| 90   | Territoire de Belfort   | 03                          | 84 (même AB que dep. 70)                                                                                             |
| 91   | Essonne                 | 01                          | 1 ; puis remplacé par 6                                                                                              |
| 92   | Hauts-de-Seine          | 01                          | 1 |
| 93   | Seine-Saint-Denis       | 01                          | 1 |
| 94   | Val-de-Marne            | 01                          | 1 |
| 95   | Val-d'Oise              | 01                          | 1 ; puis remplacé par 3                                                                                              |

- En 2010, de nouveaux indicatifs départementaux sont créés à condition qu'ils n'appartiennent pas à la même zone. Ainsi pour le Loiret, le 36 s'ajoute au 38.

### Zones de numérotage régional
Des zones régionales de numérotage au cadran sont définies à partir de 1955. À l'intérieur de ces zones, les abonnés peuvent s'appeler en composant les 6 chiffres de leur numéro (numéro régional), suivant un plan établi dont on voit ci-dessous un extrait.
Par exemple, à Laval, tous les abonnés sont compris au premier stade de l'équipement automatique de commutation entre 90 0001 et 90 2500 (la capacité initiale du centre automatique est alors fixée à 2 500 lignes). En application des mêmes principes, le numéro des abonnés du Mans est compris entre 28 0001 et 28 6000. Le numéro 90 désigne le centre de Laval, comme le numéro 28 désigne celui du Mans. Dans les relations régionales, par exemple avec Le Mans, les abonnés de Laval obtiennent la communication désirée en composant au cadran le numéro à 6 chiffres - 28 1199 - de l'abonné demandé. Inversement, un abonné du Mans obtient un abonné de Laval en composant par exemple 90 1199.
Un abonné de Laval qui désire obtenir un abonné de Poitiers doit composer successivement au cadran les 10 chiffres suivants : 16-49-41-1199. Inversement, un abonné de Poitiers qui désire obtenir un abonné de Laval doit composer le 16-42-90-1199.

### Zones de numérotage national
Dans le tableau suivant, la zone de numérotage d'un département est représentée par un "X". Un département faisant partie de sa zone régionale est représenté par "o". Par exemple, la zone régionale à 6 caractères du département de l'indicatif 59 (Basses-Pyrénées) comprend, outre ce département, les indicatifs 56 (Gironde), 57 (Landes), 62 (Haute-Pyrénées) et 62 (Gers).
Chaque département possédant sa propre zone régionale, il y a obligatoirement chevauchement de zones. Le tableau suivant indique les groupes de 2 chiffres ("PQ") choisis pour constituer les deux premiers des 6 caractères constituant le numéro régional des abonnés de ce département. Ces groupes sont indisponibles pour tous les départements faisant partie de la zone régionale à laquelle appartient le département en question.
La série de 10 à 19 n’est pas utilisée car réservée à l’appel des services spéciaux pour lesquels une numérotation courte est prévue. Une zone de numérotage peut donc comporter au maximum 90 numéros. 

### Réaménagement du schéma initial (1974)
En 1974, quelques modifications permettent de pallier des pénuries locales de numéros, notamment le passage à 7 chiffres pour les agglomérations de Lyon et de Metz-Nancy.
À la même époque, une zone similaire est créée dans l'agglomération de Lyon. Mais dans celle de Marseille, le projet visant à passer de 6 à 7 chiffres n'aboutira pas.